# グリフィン (駆逐艦)
|          | |
| 艦歴     | |
| 発注     | |
| 起工     | 1934年9月20日                                                                                                 |
| 進水     | 1935年8月15日                                                                                                 |
| 就役     | 1936年3月6日                                                                                                  |
| その後   | 1943年3月1日にカナダに移管                                                                                    |
| 除籍     | |
| 性能諸元 | |
| 排水量   | 基準：1,350トン 満載：1,883トン                                                                               |
| 全長     | 323 ft (98.5 m)                                                                                               |
| 全幅     | 33 ft (10.1 m)                                                                                                |
| 吃水     | 12.5 ft (3.8 m)                                                                                               |
| 機関     | アドミラリティ式重油専焼水管缶 3基 パーソンズ式オール・ギヤードタービン 2基 34,000shp、2軸推進                |
| 最大速力 | 36ノット (66.7 km/h)                                                                                          |
| 航続距離 | 5,530海里/15ノット                                                                                            |
| 乗員     | 平時137名、戦時146名                                                                                          |
| 兵装     | Mark IX 4.7in（120mm） 単装砲 4基 12.7mm 4連装機銃 2基 533mm 4連装魚雷発射管 2基 爆雷 爆雷投射機 爆雷投下軌条 |
| モットー | Dentibus ac rostro （ラテン語 : "With teeth and beak"）                                                       |

グリフィン (HMS Griffin, H31) はイギリス海軍の駆逐艦。G級。後にカナダ海軍駆逐艦オタワ (HMCS Ottawa) となった。

## 艦歴
1934年9月20日起工。1935年8月15日進水。1936年3月6日竣工。就役後、地中海艦隊の第1駆逐艦戦隊に配属される。1938年9月のミュンヘン危機の時、マルタ・アレクサンドリア間で客船Strathnaverを護衛した。それからグリフィンはアデンへ向かう軽巡洋艦「アリシューザ」を護衛した。1939年2月2日に駆逐艦「シカリ」と衝突し、修理は5日後に完了した。
1939年9月3日時点では「グリフィン」はまだ第1駆逐艦戦隊に所属しておりアレクサンドリアにいた。10月にグリフィンは本国海域での任務のため転属となり、11月にハリッジで所属駆逐群に再び加わり北海の哨戒や船団の護衛に従事した。「グリフィン」は、11月21日にハリッジ沖で触雷した同型艦「ジプシー」の生存者を救助した。同月「グリフィン」は損傷し、12月6日まで修理が行われた1940年4月、ノルウェーの戦いに備えて「グリフィン」は本国艦隊に転属となった。
グリフィンは4月7日に北海へ出撃する本国艦隊の主力艦を護衛し、この任務はその後数週間続いた。4月24日、「グリフィン」と駆逐艦「アケロン」は機雷や魚雷などを載せナルヴィクへ向かっていたドイツのトローラー「シッフ26 (Schiff 26)」を拿捕した。「グリフィン」はナムソスから英仏軍を脱出させ、また5月3日にJu 87急降下爆撃機によって撃沈された駆逐艦「アフリディ」の生存者を救助した。Ju 87は「グリフィン」も攻撃したが、それは成功しなかった。それから「グリフィン」はジブラルタルの北大西洋管区の第13駆逐艦戦隊に転属となった。9月23日のダカール沖海戦の際「グリフィン」はH部隊の主力艦を護衛したが、戦闘には加わらなかった。10月20日、「グリフィン」と駆逐艦「ギャラント」、「ホットスパー」はメリリャ沖でイタリア潜水艦「ラフォーレ」を沈めた。11月初旬のコート作戦で「グリフィン」は地中海艦隊に移る戦艦「バーラム」や巡洋艦「ベリック」、「グラスゴー」を護衛した。「グリフィン」もまたアレクサンドリアの第14駆逐艦戦隊に転属した。11月27日、スパルティヴェント岬沖海戦に参加。
MC4作戦中の1941年1月10日に駆逐艦「ギャラント」がパンテッレリーア島沖で触雷し、「グリフィン」は生存者の大半を救助した。1941年2月に「グリフィン」は紅海に移り、そこではイタリア領ソマリランドでの攻勢（キャンバス作戦）を支援する作戦中、空母「フォーミダブル」を護衛した。3月28日、29日のマタパン岬沖海戦の際は「グリフィン」は地中海艦隊の主力艦を護衛した。「グリフィン」は同型艦「グレイハウンド」とともにイタリアの駆逐艦を攻撃したが、煙幕を横切った際に敵を見失った。4月15日、「グリフィン」と駆逐艦「ステュアート」、砲艦「ナット」がソルム近くの枢軸国軍陣地を砲撃した。
続いて「グリフィン」はギリシャからの英豪軍の撤退作戦（デーモン作戦）に参加した。4月23日、ANF29船団として巡洋艦「コヴェントリー」、駆逐艦「ダイアモンド」、「ライネック」とともに「Delane」、「Pennland」、「Thurland Castle」を護衛してアレクサンドリアから出航。このうち「Delane」と「ダイアモンド」は分離されスダ湾へと向かった、また4月25日に「Pennland」は爆撃を受けて損傷し、「グリフィン」がそばにいるよう命じられた。「Pennland」はさらに攻撃を受けて沈み、「グリフィン」はその生存者を救助してスダ湾へ向かった。「グリフィン」は4月26日朝に軽巡洋艦「カルカッタ」などとスダ湾から出航し、「カルカッタ」、駆逐艦「ダイアモンド」、「アイシス」、「ホットスパー」、揚陸艦「Glenearn」および「Slamat」と「Khedive Ismail」でナフプリオとトロンへ向かう船団を構成して、4月26日午後に目的地へ向け出発した。途中、空襲で「Glenearn」が被弾し、「グリフィン」は「Glenearn」を曳航してキサモス湾へ向かった。4月28日から29日の夜、「グリフィン」と軽巡洋艦「エイジャックス」、駆逐艦3隻はモネンバシアで兵員の収容を行った。
5月8日、アレクサンドリアからマルタへの船団を護衛する地中海艦隊の主力艦を護衛。5月末のクレタ島からの撤退戦では「グリフィン」はスダ湾から720人を脱出させた。
シリア・レバノンでの戦いの間、「グリフィン」は7月2日にレバノンのフランス軍陣地を砲撃した軽巡洋艦「パース」を護衛した。4月から11月の間はトブルクへ行き来する船団の護衛に従事。11月25日、「グリフィン」が地中海艦隊の戦艦を護衛中、戦艦「バーラム」がドイツ潜水艦「U331」に雷撃された。12月初旬、デルナ砲撃を行う軽巡洋艦「ナイアド」を護衛。また同月中には「グリフィン」は第2駆逐艦戦隊に転属となった。1941年1月、2月はマルタへ向かう船団の護衛に従事し、それから2月末にインド洋の東洋艦隊に編入された。1942年4月のセイロン沖海戦の時は「グリフィン」はA部隊に属していた。6月、「グリフィン」は地中海に戻りアレクサンドリアからマルタへ船団を送るヴィガラス作戦に参加した。作戦後はまたインド洋に戻り、9月に護衛駆逐艦への改装のため本国に戻るよう命じられるまで船団護衛に従事していた。
改装工事はサウサンプトンで11月2日に開始された。4.7インチ砲2門および12ポンド対空砲が撤去され、かわりに前部にヘッジホッグ、後部に追加の爆雷が搭載された。ほかには286型レーダーと271型レーダーが搭載され、エリコンFF 20 mm 機関砲が追加された。工事中の1943年3月1日に「グリフィン」はカナダ海軍に移管され、改装工事完了4日前の3月20日に就役した。「グリフィン」は4月10日に「オタワ」と改名された。トバモリーでの準備の後「オタワ」はカナダへ向かい、6月15日にカナダ国民の元に届けられた。
「オタワ」はC5護衛グループの先任艦となり、1944年5月に第11護衛グループの先任艦となるまでニューファンドランドと北アイルランドのロンドンデリーの間で活動した。第11護衛グループは駆逐艦「クートニー」、「ショーディエール」、「ガティノウ」、「サン・ローラン」で構成されており、その任務はノルマンディー侵攻部隊の護衛であった。「オタワ」と「クートニー」、イギリスのフリゲート「スタティス」は1944年7月6日にビーチーヘッド沖でドイツ潜水艦「U678」を沈めた。8月16日に「オタワ」と「ショーディエール」はラ・ロシェル沖でドイツ潜水艦「U6621」を沈め、その二日後にはブレスト西方でドイツ潜水艦「U984」を沈めた。
「オタワ」は1944年10月12日から1945年2月26日までセントジョンズで修理を受けた。3月11日、ハリファックス沖で掃海艇「ストラトフォード」と衝突。4月30日まで修理に費やした。戦後「オタワ」は復員兵の輸送にあたり、10月31日に退役。1946年8月にInternational Iron and Metal Companyに売却され、解体された。